# Anselmo Ramon
Anselmo Ramon (ur. 23 czerwca 1988) – brazylijski piłkarz występujący na pozycji napastnika.

## Kariera piłkarska
Od 2008 roku występował w Cruzeiro EC, Itaúna, Cabofriense, Kashiwa Reysol, Rio Branco, Avaí FC, Cluj, Oeste i Hangzhou Greentown.